# Les femmes sont des anges
Pour plus de détails, voir Fiche technique et Distribution.
Les femmes sont des anges est un film français réalisé par Marcel Aboulker, sorti en 1952.

## Fiche technique
- Titre : Les femmes sont des anges
- Réalisation : Marcel Aboulker
- Scénario : Marcel Aboulker d'après la pièce Edmée de Pierre-Aristide Bréal
- Décors : Georges Petitot
- Photographie : Marcel Grignon
- Montage : Maurice Serein
- Son : André Louis
- Musique : Richard Cornu
- Sociétés de production : Les Films de la Tour	- Compagnie Artistique de Productions et d'Adaptations Cinématographiques (CAPAC) et Société Générale de Gestion Cinématographique (S.G.G.C.)
- Production : Paul Claudon et Marius Franay
- Pays d'origine :  France
- Format : Noir et blanc - 1,37:1 - Mono
- Genre : Comédie
- Durée : 95 minutes
- Date de sortie : 
  - France - 7 novembre 1952

## Distribution
- Viviane Romance : Edmée Clotier
- Jeanne Fusier-Gir : Léontine
- Jacques Grello : Léon Clotier
- Jacques Fabbri : Théodore
- Jean Parédès : Philogène
- André Gabriello : Le brigadier
- Julien Maffre : Le facteur
- Pierre Moncorbier : Le notaire
- Robert Vattier : Le docteur
- Charles Vissières : Pelure
- Paul Préboist (non crédité)[1]